# Xaraian
Els Xaraian van ser una família de nakharark (nobles) d'Armènia amb feu hereditari al districte del Xirak, a l'Airarat.